# Eduardo André Muaca
Eduardo André Muaca (Zenze do Lucula, 9 de outubro de 1924 — Luanda, 26 de janeiro de 2002) foi um prelado católico angolano, arcebispo de Luanda.

## Biografia
Eduardo André Muaca fez filosofia e teologia no Seminário Maior de Luanda, de 1946 a 1952 e foi ordenado padre em 18 de janeiro de 1953. Em 1968 licenciou-se em filosofia pela Pontifícia Universidade Gregoriana em Roma, diplomando-se no ano seguinte em teologia pastoral pelo Instituto Leão XIII de Madrid.
O Papa Paulo VI nomeou-o em 4 de março de 1970 bispo-titular de Isola e bispo-auxiliar na Arquidiocese de Luanda. O Arcebispo de Luanda, Manuel Nunes Gabriel, concedeu-lhe a ordenação episcopal em 31 de maio de 1970, tendo como co-sagrantes a Pompeu de Sá Leão e Seabra, C.S.Sp., bispo de Malanje, e Francisco da Mata Mourisca, O.F.M. Cap., bispo de Carmona e São Salvador. A nomeação teve uma importância simbólica considerável, pois foi a primeira vez na Angola colonial que um Bispo negro se tornou membro da Igreja Católica, que tinha laços estreitos com Portugal.
Em 25 de setembro de 1973, foi nomeado bispo da diocese de Malanje. Em 10 de agosto de 1975 foi nomeado arcebispo-titular de Tagarbala e arcebispo-coadjutor em Luanda. Com a renúncia de Manuel Nunes Gabriel em 19 de dezembro do mesmo ano, sucedeu-o como Arcebispo de Luanda.
Em 31 de agosto de 1985, o Papa João Paulo II aceitou a sua renúncia da administração pastoral.
Faleceu em Luanda, em 26 de janeiro de 2002.